# Mingenew Shire
Koordinaten: 29° 11′ S, 115° 26′ O

Das Shire of Mingenew ist ein lokales Verwaltungsgebiet (LGA) im australischen Bundesstaat Western Australia. Das Gebiet ist 1.939 km² groß und hat etwa 450 Einwohner (2016).
Mingenew liegt im Westen des Staats etwa 310 Kilometer nördlich der Hauptstadt Perth entfernt. Der Sitz des Shire Councils befindet sich in der Ortschaft Mingenew, wo etwa 275 Einwohner leben (2016).

## Verwaltung
Der Mingenew Council hat sieben Mitglieder. Die Councillor werden von den Bewohnern der zwei Wards (vier aus dem Rural und drei aus dem Town Ward) gewählt. Aus dem Kreis der Councillor rekrutiert sich auch der Ratsvorsitzende und Shire President.